# Jingneta
Genre
Jingneta est un genre d'araignées aranéomorphes de la famille des Leptonetidae.

## Distribution
Les espèces de ce genre sont endémiques de Chine.

## Liste des espèces
Selon World Spider Catalog (version 25.5, 09/12/2024) :
- Jingneta caoxian Wang & Li, 2020
- Jingneta cornea (Tong & Li, 2008)
- Jingneta exilocula (Tong & Li, 2008)
- Jingneta foliiformis (Tong & Li, 2008)
- Jingneta jingdong Wang & Li, 2020
- Jingneta maculosa (Song & Xu, 1986)
- Jingneta qishan Tong, 2024
- Jingneta setulifera (Tong & Li, 2008)
- Jingneta siyu Liu & Zhang, 2022
- Jingneta tunxiensis (Song & Xu, 1986)
- Jingneta wangae (Tong & Li, 2008)
- Jingneta wukuishan Tong, 2024

## Systématique et taxinomie
Ce genre a été décrit par Wang et Li en 2020 dans les Leptonetidae.

## Publication originale
- Wang, Li & Zhu, 2020 : « Taxonomic notes on Leptonetidae (Arachnida, Araneae) from China, with descriptions of one new genus and eight new species. » Zoological Research, vol. 41, no 6, p. 684-704 (texte intégral).